# انترناشونال هارفيستير
شركة إنترناشونال هارفستر (المعروفة اختصارًا بـ IH أو إنترناشونال)، كانت شركة أمريكية متخصصة في تصنيع المعدات الزراعية والإنشائية، بالإضافة إلى السيارات والشاحنات التجارية، ومنتجات الحدائق والمعدات المنزلية. تأسست الشركة عام 1902 من خلال اندماج ماكورميك هارفستنج ماشين وديرنج هارفستر، إلى جانب ثلاث شركات تصنيع أصغر: ميلووكي، بلانو، وواردر وبوشنيل وجليسنر (المسؤولة عن تصنيع علامة تشامبيون). تضمنت علامات IH التجارية ماكورميك وديرنج، ثم لاحقًا ماكورميك-ديرنج وإنترناشونال، إلى جانب الجرارات الشهيرة مثل فارمال وكاب كاديت، بالإضافة إلى المركبات المعروفة مثل سكاوت وترافيلول.
واجهت الشركة في الثمانينيات صعوبات مالية دفعتها إلى بيع معظم أقسامها. في عام 1982، باعت قسم الإنشاءات إلى دريسر إندستريز، وفي نوفمبر 1984، باعت قسم المعدات الزراعية لشركة كيس التابعة لـ تينيكو، والتي واصلت إنتاج المعدات تحت علامة كيس IH، المملوكة حاليًا لشركة سي إتش إن. أما القسم الأوروبي، فيعمل اليوم تحت اسم جرارات ماكورميك، المملوك لشركة آرغو الإيطالية.  أعادت إنترناشونال هارفستر تنظيم نفسها في عام 1986 كمصنع للشاحنات والمحركات فقط، وأصبحت تُعرف باسم نافيستار إنترناشونال.
نظرًا لأهميتها في المجتمعات الزراعية والريفية، لا تزال علامة إنترناشونال هارفستر تحظى بشعبية واسعة، حيث تنظم المؤسسات غير الربحية التي تحمل إرثها بعضًا من أكبر الفعاليات الزراعية في الولايات المتحدة.
كان مقر إنترناشونال هارفستر طوال تاريخها يقع في شيكاغو، إلينوي. وفي عام 2020، وافقت فولكس فاجن على الاستحواذ بالكامل على الأسهم المتبقية من نافيستار إنترناشونال.

## معرض صور

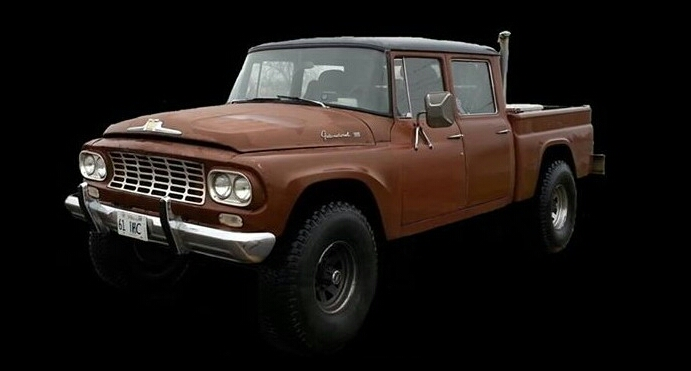
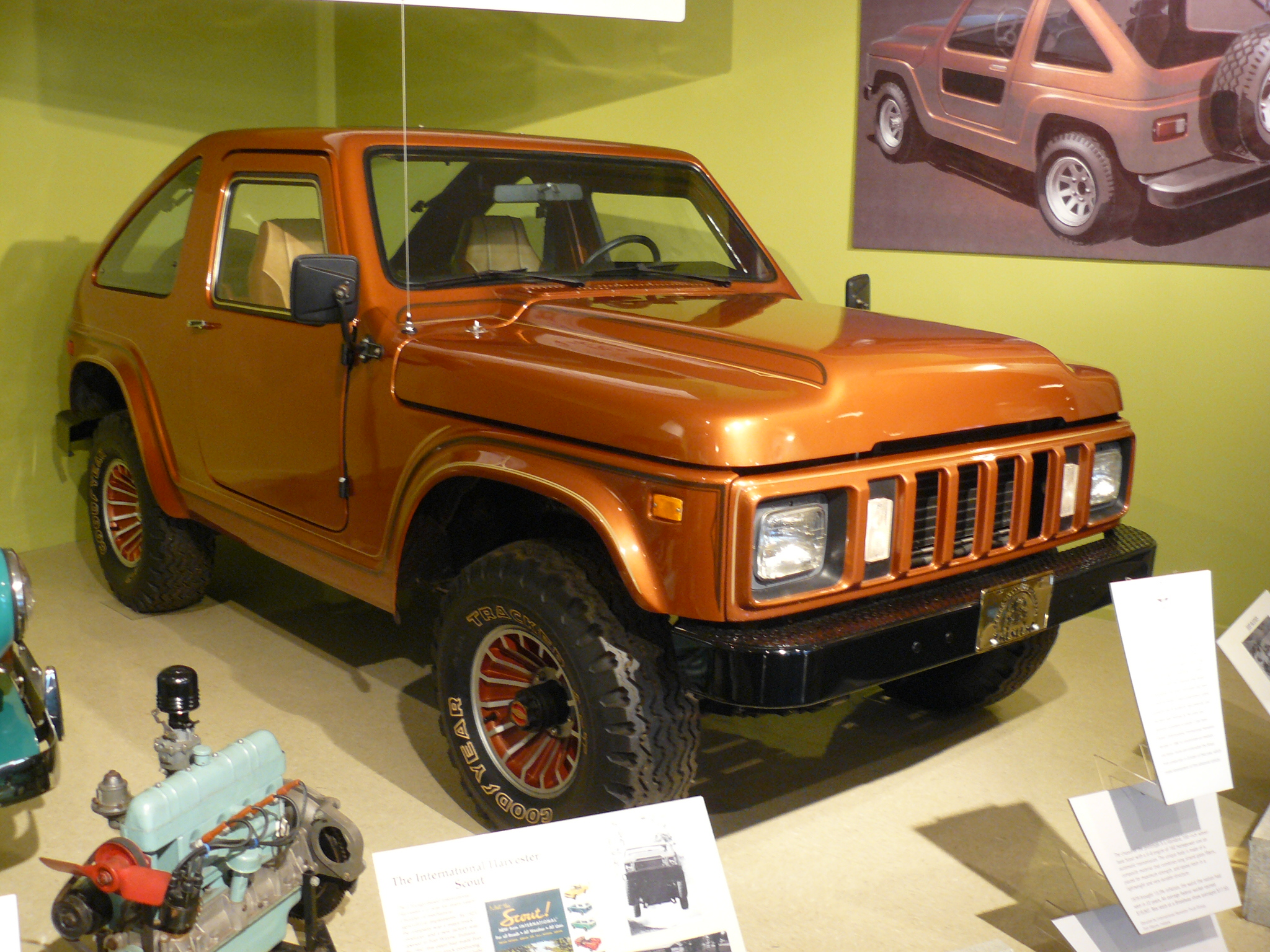
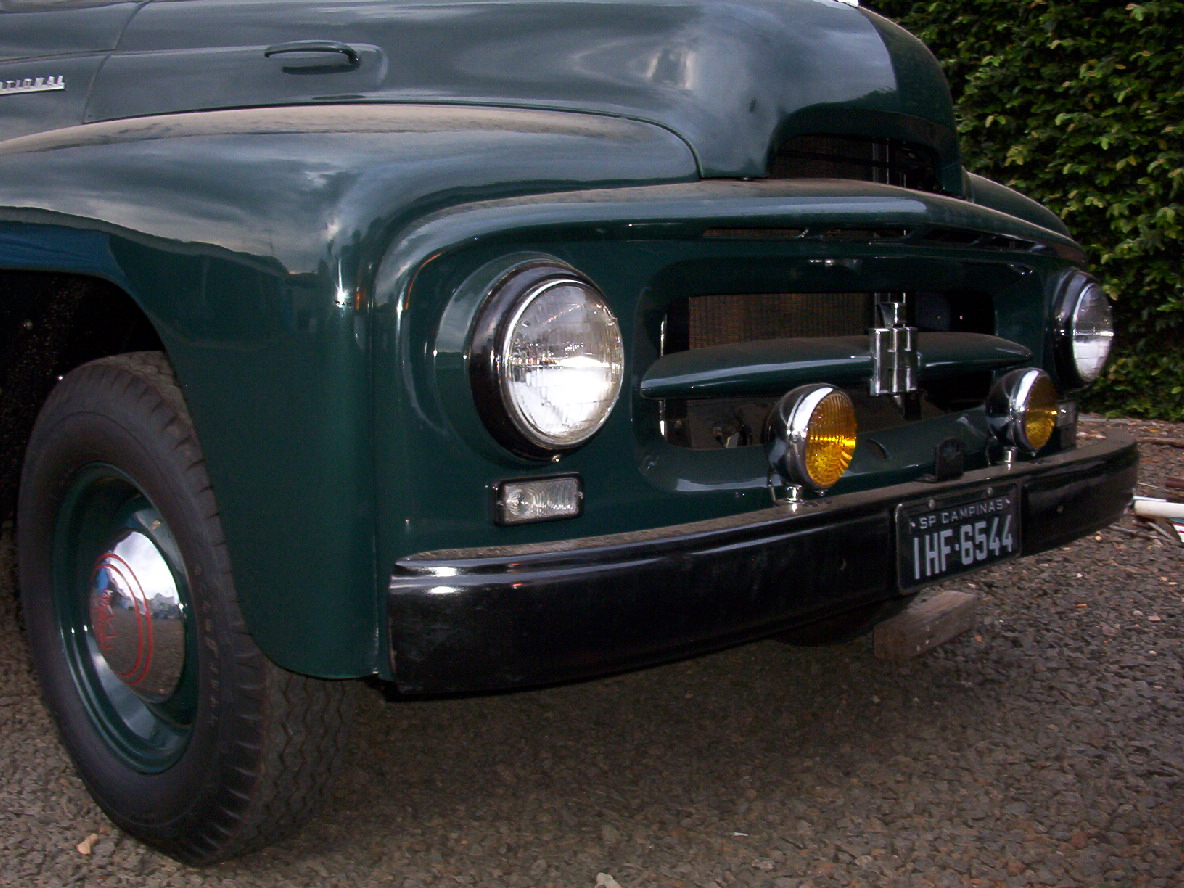
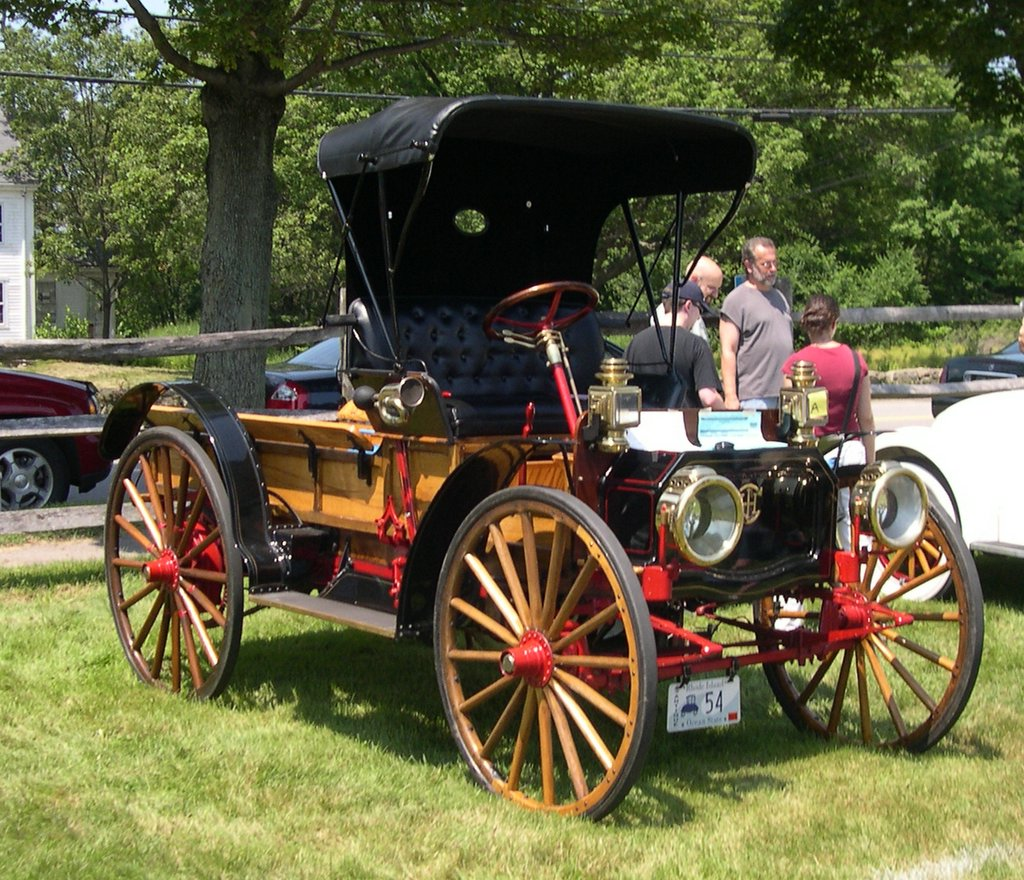
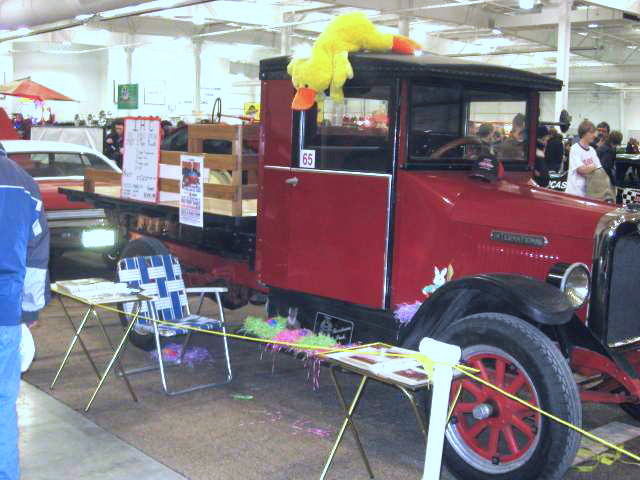
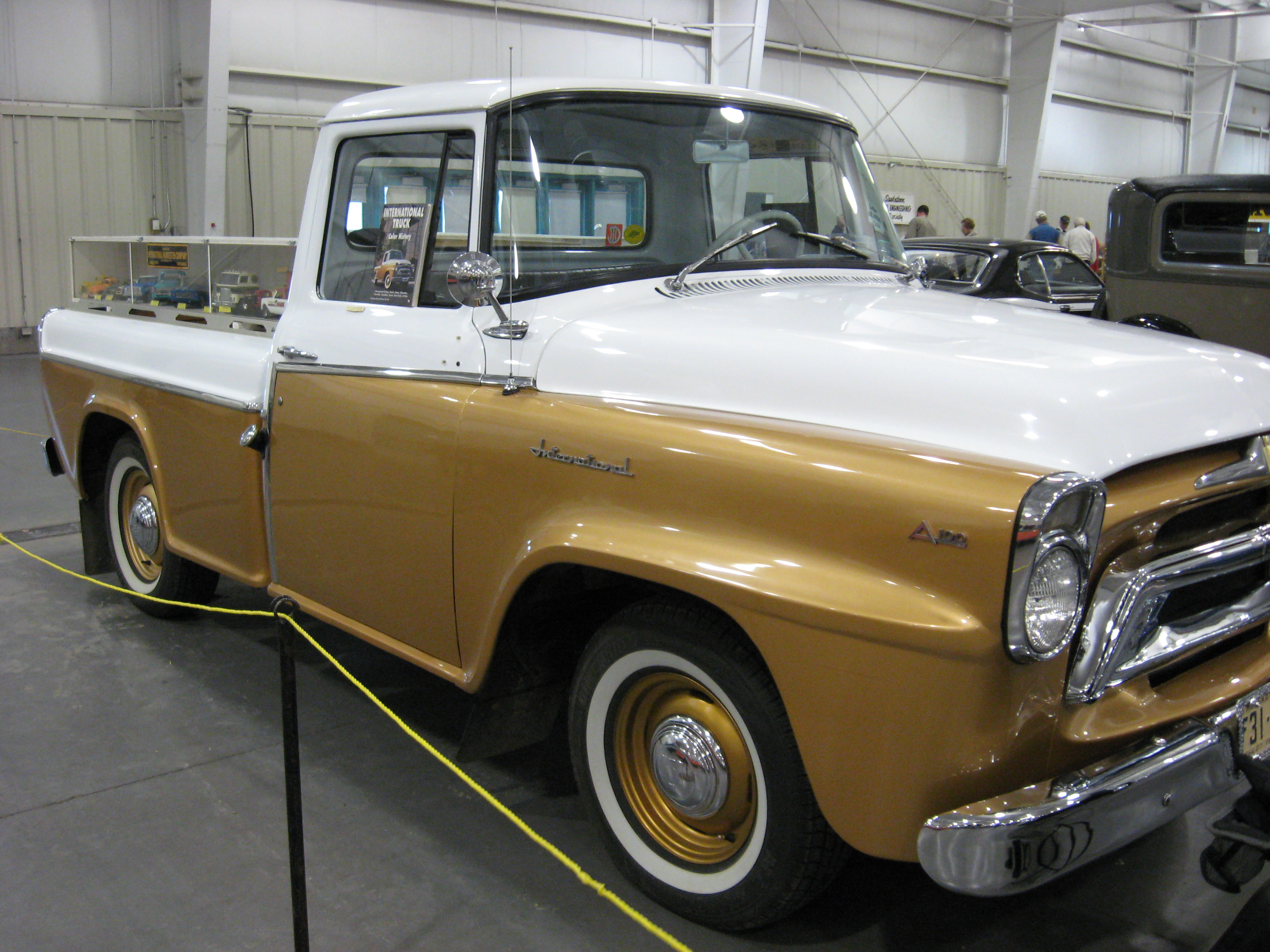

## روابط خارجية
- Antique Farmall Tractor Forums
- International Harvester Forum
- International Harvester Digest
- The Binder Planet: all IH light trucks technical resource website
- McCormick – International Harvester Collection
- International Harvester tractors
- International Harvester Scout Parts
- International Harvester Travelall parts
- Old International Harvester Truck Special Interest Group
- Trucks